# Eneodes
Eneodes is een kevergeslacht uit de familie van de boktorren (Cerambycidae). De wetenschappelijke naam van het geslacht werd voor het eerst geldig gepubliceerd in 1926 door Fisher.

## Soorten
Eneodes omvat de volgende soorten:
- Eneodes hirsuta Fisher, 1926
- Eneodes viridulus Fisher, 1942